# North Queensferry
North Queensferry, schottisch-gälisch: Port na Banrighinn, ist eine Stadt in der schottischen Council Area Fife am Nordufer des Firth of Forth. Sie ist etwa sechs Kilometer südsüdöstlich von Dunfermline und 16 km nordwestlich von Edinburgh gelegen. Im Jahre 2011 verzeichnete North Queensferry 1076 Einwohner. Am gegenüberliegenden Ufer des Firth of Forth liegt South Queensferry, das mit dem Nordufer durch die Forth Bridge (Eisenbahn), die Forth Road Bridge und die Queensferry Crossing (Autobahn) verbunden ist.

## Geschichte
Analog zu South Queensferry ist die Stadtgründung mit Margareta von Schottland, der zweiten Frau von König Malcolm III. verknüpft, die an dieser Stelle oftmals den Firth of Forth auf dem Weg nach Dunfermline überquerte. Von dieser historischen Begebenheit leitet sich der heutige Stadtname ab. Eine Fähre verkehrte an dieser Stelle noch bis 1964, als die Forth Road Bridge für den Verkehr freigegeben wurde.

## Verkehr
North Queensferry ist durch die A90, die auf der Forth Road Bridge den Firth of Forth quert, an das Straßennetz angeschlossen. Wenige Kilometer nördlich von North Queensferry ist diese zur Autobahn M90 ausgebaut. Im Jahr der Eröffnung der Forth Bridge erhielt North Queensferry einen eigenen Bahnhof, der heute von der Fife Circle Line der First ScotRail bedient wird.

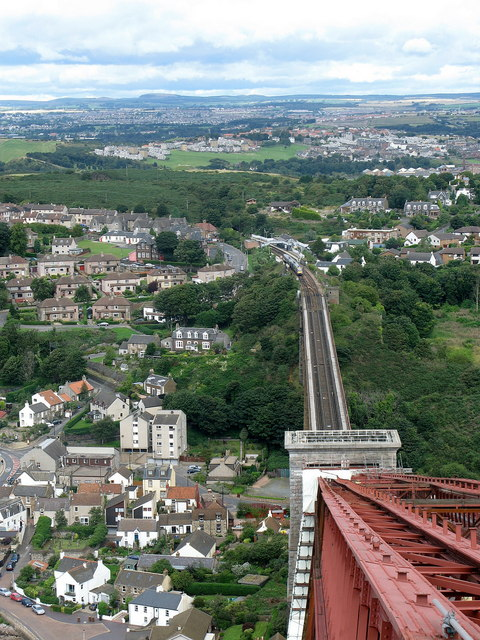
Blick über North Queensferry von der Forth Bridge
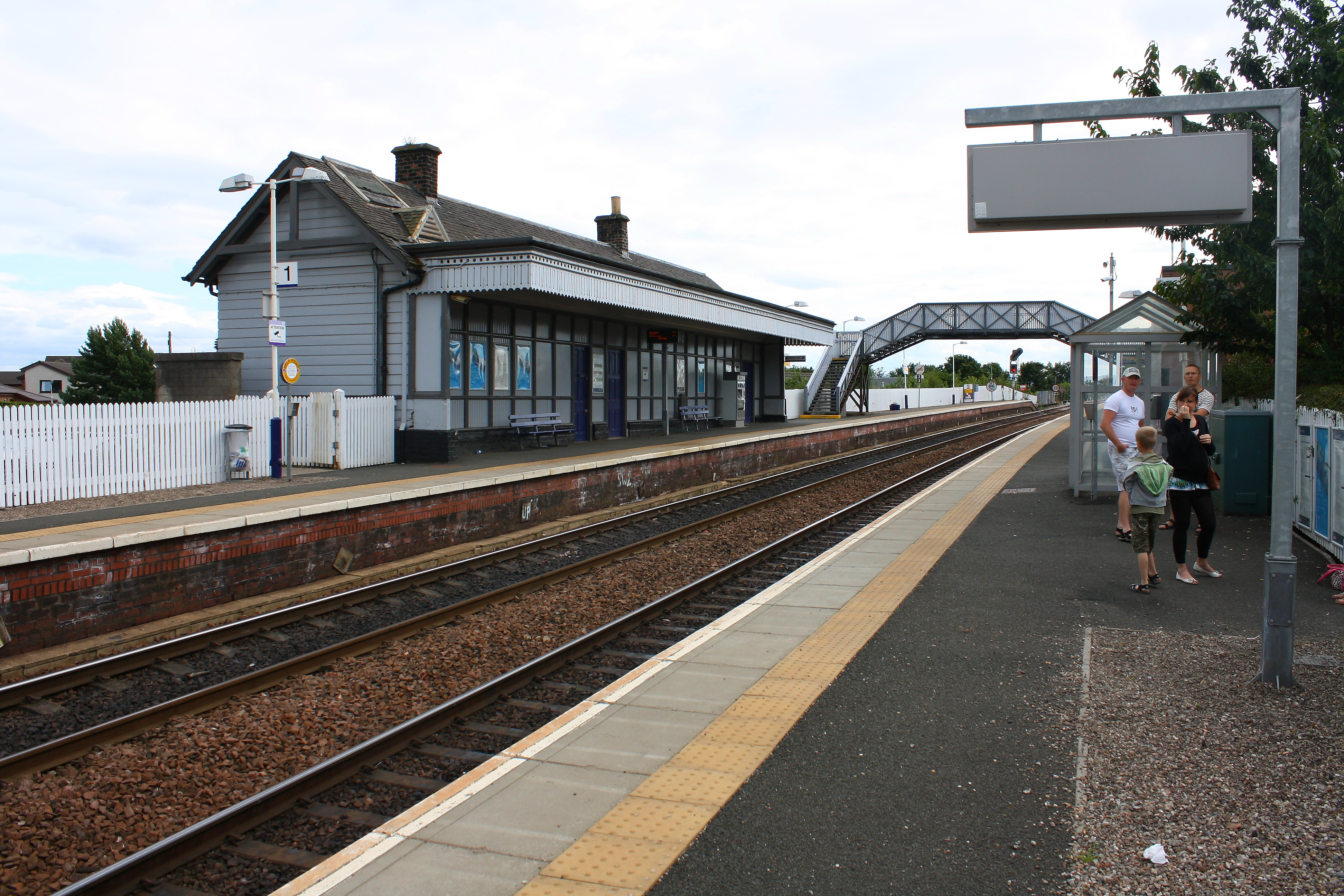
Bahnhof von North Queensferry